# Orbifaltigkeit
In der Topologie ist eine Orbifaltigkeit (englisch: Orbifold) eine Verallgemeinerung einer Mannigfaltigkeit.

## Definition
Wie auch eine Mannigfaltigkeit wird eine Orbifaltigkeit durch lokale Eigenschaften beschrieben. Anders als eine Mannigfaltigkeit, die lokal eine offene Teilmenge des {\displaystyle \mathbb {R} ^{n}} darstellt, wird eine Orbifaltigkeit lokal durch Quotienten von offenen Teilmengen des {\displaystyle \mathbb {R} ^{n}} nach endlichen Gruppenoperationen beschrieben.
Eine {\displaystyle n}-dimensionale Orbifaltigkeit ist ein topologischer Hausdorff-Raum {\displaystyle X}, den man den unterliegenden Raum nennt, mit einer Überdeckung durch offene Teilmengen {\displaystyle U_{i}}, die abgeschlossen ist unter endlichen Schnitten. Für jedes {\displaystyle U_{i}} gibt es:
- eine offene Teilmenge {\displaystyle V_{i}} des {\displaystyle \mathbb {R} ^{n}}, welche invariant unter einer treuen endlichen Gruppenoperation {\displaystyle \Gamma _{i}} ist;
- eine stetige Abbildung {\displaystyle \phi _{i}} von {\displaystyle V_{i}} nach {\displaystyle U_{i}}, die invariant unter {\displaystyle \Gamma _{i}} ist, auch Karte der Orbifaltigkeit genannt.

Eine Menge von Karten nennt man einen Atlas  der Orbifaltigkeit, wenn folgendes gegeben ist:
- Für jede Inklusion {\displaystyle U_{i}\subset U_{j}} gibt es einen injektiven Gruppenhomomorphismus {\displaystyle f_{ij}\colon \Gamma _{i}\rightarrow \Gamma _{j}} und einen {\displaystyle f_{ij}}-äquivarianten Homöomorphismus {\displaystyle \psi _{ij}} von {\displaystyle V_{i}} auf eine offene Teilmenge von {\displaystyle V_{j}} (auch als Verklebeabbildung bezeichnet), der mit den Karten kompatibel ist, d. h.:

{\displaystyle \phi _{j}\psi _{ij}=\phi _{i}}.
Die Verklebeabbildung soll bis auf Translation eindeutig sein, d. h., zu zwei Verklebeabbildungen {\displaystyle \psi _{ij},\psi _{ij}^{\prime }} soll es ein {\displaystyle g\in \Gamma _{j}} mit {\displaystyle \psi _{ij}^{\prime }=g\psi _{ij}} geben.

## Beispiele
- Ein einfaches Beispiel ist eine Identifizierungstopologie für eine Gruppenwirkung mit Fixpunkten. Es sei die reelle Zahlengerade {\displaystyle \mathbb {R} } durch die Koordinate {\displaystyle x} parametrisiert. Nun entsteht durch die Identifizierung {\displaystyle x\sim -x} ein Fixpunkt in {\displaystyle x=0}. Der durch Identifizierung entstehende Quotientenraum ist das einfachste Beispiel einer Orbifaltigkeit.
- Orbifaltigkeiten, die durch Quotientenbildung aus der Wirkung einer endlichen Gruppe auf einer Mannigfaltigkeit entstehen, heißen gute Orbifaltigkeiten.

## Anwendung in der Stringtheorie
Wenn die (10 + 1)-dimensionale heterotische Stringtheorie mit einer unterliegenden Mannigfaltigkeit kompaktifiziert wird, ist man meistens daran interessiert, wann man für {\displaystyle N=1} eine supersymmetrische Theorie in vier Dimensionen erhält. Sind einige Annahmen gegeben, ergibt sich, dass diese unterliegenden Mannigfaltigkeiten Calabi-Yau-Mannigfaltigkeiten sein müssen. Weil die explizite Metrik für fast alle Calabi-Yau-Mannigfaltigkeiten nicht bekannt ist, versucht man Orbifaltigkeiten zu konstruieren, die ein Limes der jeweiligen Calabi-Yau-Mannigfaltigkeiten sind, wobei hier die Metrik explizit bekannt ist.